# Анна Волобуєва
Анна Волобуєва (нар. 31 травня 1996, м. Харків, Україна) — українська співачка, автор і виконавиця.

## Життєпис
Анна Волобуєва народилася 31 травня 1996 року в Харкові.
У дитинстві займалася танцями, в школі вивчала корейську мову і брала участь в церковному хорі. 
З 17-ти років працювала на різних підприємствах і навчалася в Харківському національному університеті на факультеті журналістики.
У лютому 2019 року Анна взяла участь у телевізійному шоу дев'ятого сезону «Голос країни», потрапивши у команду Дмитра Монатика. Дівчина пройшла три етапи і вибула перед прямими ефірами.
Свою першу пісню вона назвала «СТАРТ».